# لوسيان سولبان
لوسيان موسى شكري سولبان (مواليد 19 يوليو 1966) مصمم ألعاب وكاتب سعودي، يعمل في المقام الأول على ألعاب تقمص الأدوار (Role-playing game).

## حياته الشخصية
ولد لوسيان سولبان في المملكة العربية السعودية، حيث عاش هناك لمدة 12 عامًا قبل التحاقه بمدينة تكساس بالولايات المتحدة. هو الآن مقيم في مونتريال بكندا.

## مسيرته
كتب سولبان لـ"White Wolf"، و"Dream Pod 9"، وشركات أخرى قبل أن يتم توظيفه من قبل "Guardians of Order" في عام 2000، وعمل على لعبة "Heaven & Earth" لسنة 2001.:336 طوّر سولبان أيضا لعبة "Silver Age Sentinels" لسنة 2002.:337
كان سولبان ضيفا في خلال مؤتمر أنمي (Otakuthon) في عام 2007، و2008.
تشمل أعماله D&D ملحق لعبة "Children of the Night: The Created" لسنة 1999، وروايات "Dragonlance" مثل "The Alien Sea" لسنة 2006، و"Renegade Wizards" لسنة 2009.
وقد كتب السيناريو لعدة ألعاب، من بينها: توم كلانسيز رينبو سكس: فيغاس، وفار كراي 3، وفار كراي 3: بلاد دراغون، والصرخة البعيدة 4، وواتش دوغز 2.

## روابط خارجية
- "Lucien Soulban :: Pen & Paper RPG Database". مؤرشف من الأصل في 2005-03-08.
- Home page